# Simulations Publications
A Simulations Publications, Inc. (SPI) foi uma influente editora americana de jogos de tabuleiro e WarGames e revistas relacionadas, particularmente seu carro-chefe, a revista Strategy & Tactics,nos anos 70´s e 80´s. Produziu um número enorme de jogos e introduziu práticas inovadoras, mudando o curso do hobby de jogos de guerra em sua tentativa de assumir o controle do mercado deste hobby então largamente dominado pela Avalon Hill. Ela faliu em 1982. A TSR adquiriu as marcas e copyrights da companhia em 1983.

## História
A empresa foi fundada por James F. Dunnigan para assumir a publicação da Strategy & Tactics, que estava em dificuldades financeiras. A SPI, no entanto, rapidamente provou que era primariamente uma publicadora de jogos. Não só ela produziu muitos projetos de wargames regulares, mas começando com aquisição da SPI, cada edição ds S&T incluia um jogo de guerra completo, que incluia um mapa, um livro de regras e uma folha de com peças/contadores destacáveis. A publicação de jogos foi uma das principais motivações para a criação da empresa segundo as próprias palavras de Jim Dunnigan:
| “ | Depois de fazer dois jogos para a Avalon Hill, e observando cuidadosamente como eles o fizeram, eu decidi que tinha que haver uma maneira mais eficaz de se publicar jogos. Foi nesse momento, que eu decidi fundar a SPI (Simulations Publications, Inc.) | ” |

Nos primeiros dois ou três anos da SPI, ela embarcou em uma campanha publicitária cara, incluindo - mas não limitado a - anúncios de página inteira na revista Scientific American. Novos assinantes receberam cópias gratuitas de seu jogo de maior sucesso, Napoleon At Waterloo - um jogo de bolso "fácil de jogar" com um mapa desdobrável e 78 peças destacáveis de um cartão de papelão. Esta campanha de publicidade levou a uma base de assinantes muito maior e a SPI passou a ser vista como um concorrente séria para a Avalon Hill, a empresa que havia fundado o hobby de wargaming de tabuleiro.
Enquanto a S&T tinha começado como uma 'fanzine' de wargaming, sob a SPI ela se tornou mais uma revista de história militar, que incluia um wargame. Assim, em 1972, a SPI começou a publicar a revista Moves como uma revista voltada exclusivamente para seus clientes e funcionários (house organ) que falava sobre os jogos atuais e futuros da SPI, incluindo uma quantidade razoável de informações sobre os processos de conceitos de projeto e teoria de jogos da SPI.
Como muitas empresas novas especializadas em wargames no início dos anos 70, os primeiros jogos da SPI deixaram muito a desejar quanto à aparência. Um jogo típico desta fase de início vinha em um envelope com um mapa de uma única cor e uma grande folha dobrada para as regras. No entanto, a SPI rapidamente melhorou a qualidade física dos componentes com uma melhor impressão e arte das caixas sob a orientação do Diretor de Arte Redmond A. Simonsen. Em 1973, eles introduziram uma caixa plana de plástico que foi moldada para ser uma bandeja de armazenamento para as peças de cartão com uma tampa transparente. A própria capa do jogo era uma caixa impressa que apoiava o plástico transparente. Isto permitiu que a SPI produzisse as caixas a granel, uma vez que elas eram idênticas para cada jogo, folhas impressas provinham a tampa e podiam ser impressas com todos os outros componentes do jogo. Este sistema se tornou a marca registrada da SPI games, e mais tarde foi imitado pela Simulations Canada, cujos primeiros jogos utilizavam uma bandeja de armazenamento menor, com a capa do livreto de regras duplicando como a folha da capa.
A SPI utilizava um sistema de feedback único, estabelecendo uma votação dos leitores da S&T sobre que jogos eles estariam interessados em ver (e comprar). Esta pesquisa de mercado deu a SPI uma maior probabilidade de desenvolvimento de jogos de sucesso.
Apesar de começar com jogos de guerra (wargames) pequenos e de tamanho médio, a SPI encontrou um mercado insaciável, com os assinantes clamando por uma gama cada vez maior de jogos de guerra, incluindo simulações históricas que eram assustadoras na sua abrangência e complexidade, tais como os War in the East, War in the Pacific, The Next War, Terrible Swift Sword e o Campaign for North Africa, cada um com vários mapas, milhares de peças em cartão e livros múltiplos de regras. O Campaign for North Africa era um jogo ultradetalhado e praticamente impossível de jogar, abrangendo toda a Campanha Norte-Africana até o nível de classificar cada piloto combatente individualmente e contemplar cada caminhão de abastecimento. No outro extremo do espectro, a SPI criou uma nova série de jogos menores chamados folio games, muitas vezes criados em grupos de quatro e vendidos individualmente ou em conjunto como um 'Quadrigame'. Cada um dos quatro jogos que compõem o quadrigame incluíam dois tipos de livretos de regras; um com regras comuns a todos os quatro jogos, e o outro com regras exclusivas do jogo individual; os jogos que compunham cada quadrigame simulavam uma batalha diferente da mesma guerra, era, ou gênero.
A escala dos jogos variaram do nível estratégico ao operacional e descendo para o nível tático. Três dos jogos mais populares eram táticos: Sniper!, FireFight, and Air War, todos os quais foram mais tarde reeditados pela TSR.
A SPI começou sua publicação de jogos sobre temas históricos, mas logo ela começou a produzir jogos que eram mais hipotéticos (por exemplo, World War III, Invasion: America), e mais tarde, também abordou temas nos gêneros de fantasia e ficção científica, tais como Starforce: Alpha Centauri e  War of the Ring (um jogo sobre a trilogia O Senhor dos Anéis), finalmente começando uma nova revista, Ares que, como a S&T, incluiu uma nova ficção científica ou jogo de fantasia em cada edição. Neste momento, a empresa também tentou explorar a crescente popularidade dos jogos de RPG com os jogos DragonQuest e o Universe, em resposta aos Dungeons & Dragons e Traveller respectivamente; o termo "Adventure Gaming" (jogo de aventura) também substituiu "Wargaming" na publicidade da empresa. Em uma tentativa de expandir sua base de clientes ainda mais além do núcleo dos "aficionados", depois de um arranjo muito divulgado com a Lorimar Productions, a SPI lançou um jogo de RPG baseado na série de TV de sucesso Dallas em 1980. O jogo, no entanto, revelou-se um fracasso infame, com Simonsen depois comentando que dos 80 mil exemplares impressos 79.999 foram em demasia.
SPI tinha cada vez mais problemas financeiros no final de 1970. SPI se tornou inadimplente em um empréstimo de mais de US $ 400.000 da TSR (os editores da Dungeons & Dragons) garantido pelos ativos da SPI. SPI faliu em 1982 e seus ativos foram adquiridos pela TSR em 1983, mas não as suas dívidas e passivos. A TSR se recusou a honrar as assinaturas da SPI e usou o contrato de  "ativos, e não passivos" para ignorar as dívidas da SPI. Esta política alienou muitos dos potenciais clientes da TSR. A Avalon Hill contratou a maioria dos ex-funcionários da SPI para criar a Victory Games Incorporated, uma subsidiária integral.
Com o colapso rápido do mercado de jogos de guerra no início de 1980, TSR publicou cada vez menos jogos de simulação e, eventualmente, todas as revistas (exceto pela Strategy & Tactics) foram descontinuadas.
A Decision Games, uma empresa da Califórnia, agora tem os direitos sobre a maior parte da lista de publicações da SPI.
Vários ex-jogos SPI (muitos deles jogos de revistas publicados originalmente na Strategy and Tactics podem ser jogados online usando o software HexWar, cujos direitos de licençapertencem a Decision Games.

## Prêmios
- Charles S. Roberts Award, Melhor Revista Profissional de 1974,[4] 1975,[5] 1976,[6] e 1977:[7] Strategy & Tactics
- Charles S. Roberts Award, O melhor jogo de tabuleiro de fantasia de todos os tempos de 1977: War of the Ring[7]